# 欧洲蝾螈
欧洲蝾螈（学名：Lissotriton vulgaris ），也叫普通歐螈，是滑螈属的一种蝾螈，广泛分布于欧洲和亚洲部分地区，并已引入澳大利亚。其身体呈棕色，腹部橙色或白色有斑点，平均长度为8—11 cm（3.1—4.3英寸），雄性稍大。它在陆地上生活时皮肤干燥柔软，但进入水中繁殖时会变得光滑。雄性在繁殖时会在背部形成更鲜艳的图案和明显的鳍。
卡尔·林奈最初认为它是一种蜥蜴，而后在被划入滑螈属之前还进行过多次调整。它现有三个亚种，之前的Lissotriton lantzi、Lissotriton graecus、Lissotriton kosswigi和Lissotriton schmidtleri已经调整为种。它与这四个种以及喀尔巴阡蝾螈一起形成了一个复合种。
一年中大部分时间它都生活在陆地上，于夜间活动。它们适应性很强，从自然环境到人类公园中都能看到其痕迹。它们主要以昆虫和蚯蚓等无脊椎动物为食，天敌则是鱼、鸟和蛇等。在春夏之交，它们在水中繁殖。雄性会通过一种仪式化的表演向雌性求爱。雌性在水生植物上产卵，10至20天后孵化。幼体在水中发育大约三个月，然后登上陆地，两到三年后达到性成熟，其寿命长达14年。
在栖息地内大部分地区其数量都很多，属于IUCN无危物种。但由于栖息地破坏及物种入侵，它受《伯尔尼公约》保护。

## 分类
卡尔·林奈在1758年将其学名定为Lacerta vulgaris ，即属于蜥蜴属:370。后来，它又先后归入不同的几个属，包括歐螈屬、 滇螈屬、 真螈屬和滑螈属，存在48个异名。在被划入滑螈属前，它与大多数欧洲的蝾螈一起归入歐螈屬:221。但该属被发现是多系的，包含几个不相关的系 ，因此在2004年分入滑螈属:233。属名Lissotriton由英国动物学家托马斯·贝尔于1839年首次提出，当时它就是模式种:132，这个属名后来一度被当成Triturus的异名。属名来自古希臘語lissós（光滑）和海神特里同的名字，其种加词在拉丁语中就是“普通”的意思:17。
它现在有L. v. vulgaris、L. v. ampelensis、L. v. meridionalis三个亚种。原来算是其亚种的Lissotriton lantzi、Lissotriton graecus、Lissotriton kosswigi、Lissotriton schmidtleri已经调整为种。它与这四个种以及喀尔巴阡蝾螈一起又形成了一个复合种。

## 特征

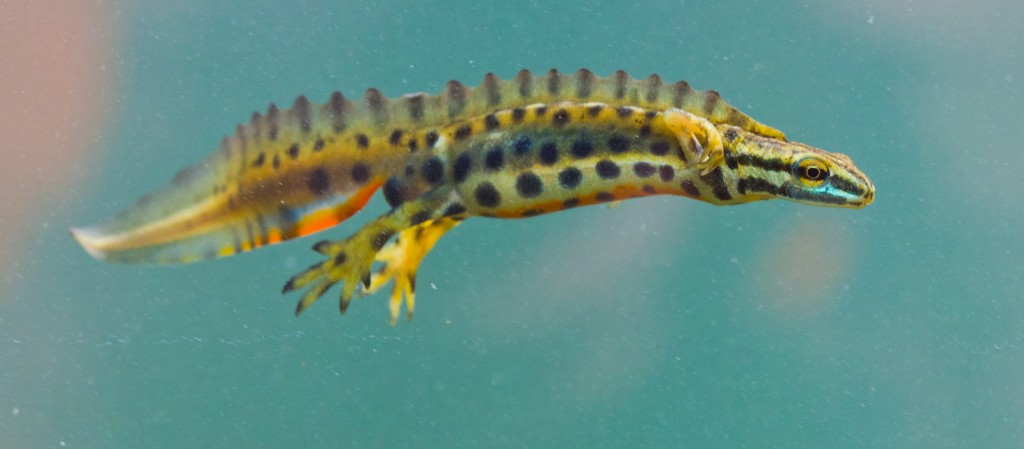
在繁殖季节，雄性会呈现出鲜艳的颜色和背鳍。

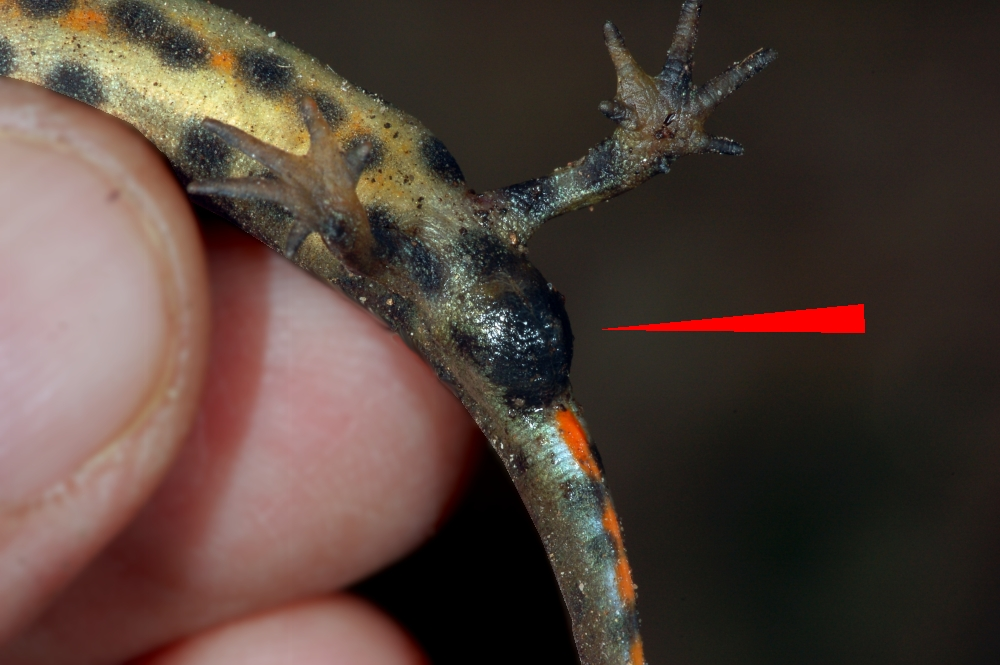
繁殖时雄性的泄殖腔肿胀。

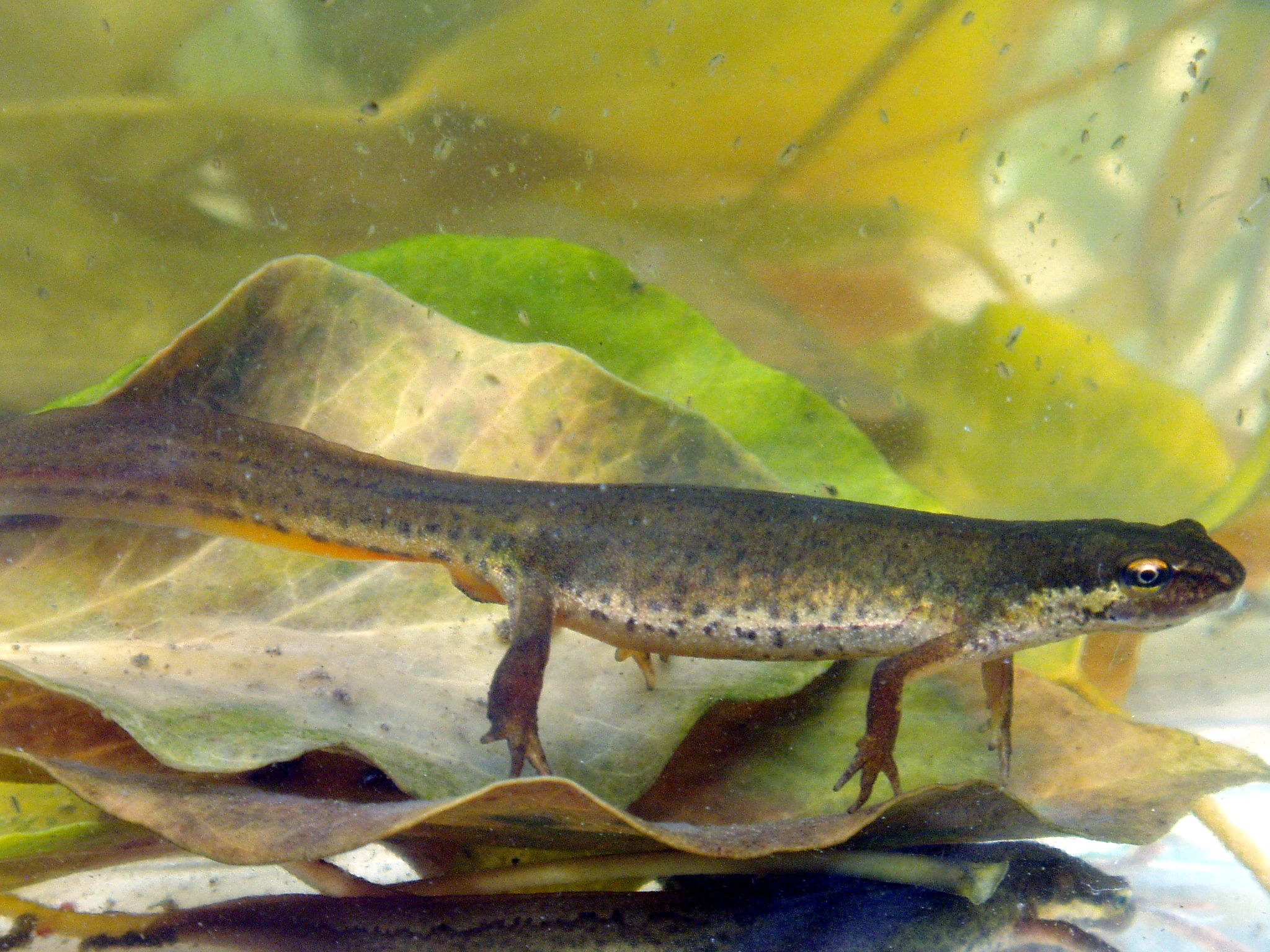
繁殖期雌性颜色单调，也没有背鳍。

其成年雄性头尾长9—11 cm（3.5—4.3英寸），雌性8—9.5 cm（3.1—3.7英寸） 。成年体体重在0.3—5.2 g（0.011—0.183 oz）之间 ，繁殖季节稍轻。其头部狭长，顶部有2至3条纵向沟壑。其皮肤在陆地上呈现天鹅绒般的质地，在水生中则十分光滑，此外还含有粘液和毒腺。:80–93:233–234
在繁殖季节之外，两性颜色都差不多，呈黄棕色到棕色不等。其身上有黑色的圆形斑点，雌性较小，有时会在背部形成两条或更多不规则的线条。雄性的尾巴下面还有一条橙色的条纹。其大小和颜色因环境而异，一般分布区内北方的较小:80–93:233–234。它存在白化个体。:94
光滑蝾螈的染色体是二倍体，它们总共有24条染色体。:107

### 繁殖
在繁殖季节，雄性会长出背鳍，高1—1.5 mm（0.039—0.059英寸），尾部较高。其尾巴下部还有一个鳍。繁殖期雄性的泄殖腔肿胀，呈深色的圆形。其后掌趾头间会长出蹼。其身体颜色比陆地阶段更鲜艳，黑点变大，还会出现条纹。而雌性只会长出很小的尾鳍，没有背鳍和蹼，颜色也更单调。:26:233–234
其亚种雄性的第二性徵略有不同： L. v. ampelensis蹼发达，尾巴末端细如丝状，身体横截面略呈方形。 L. v. meridionalis也有蹼和尖尾，背鳍边缘光滑，身体呈方形。指名亚种L. v. vulgaris 背鳍有明显的小齿，蹼不发达，身体呈圆形。:234–236

### 幼体
其水生的幼体长6.5—7 mm（0.26—0.28英寸），身体细长呈黄褐色。它们最初除了鳃外，还有用于附着在植物上的短附肢，但在几天内就会被吸收:237。与所有蝾螈一样，其前肢先于后肢发育。生长过程中，其颜色变深。幼体可以长到3—4.5 cm（1.2—1.8英寸） ，这也是变态后的陆生幼体的大小。:188–192

## 分布

### 原产地
它是旧大陆最普遍和分布最广的蝾螈:237。指名亚种L. v. vulgaris分布最广，西至爱尔兰（也是这里唯一的蝾螈） :42和英国，东至西伯利亚和哈萨克斯坦北部，北至芬诺斯坎迪亚中部，南至法国中部、意大利北部、巴尔干半岛中部以及乌克兰和俄罗斯的干燥欧亚草原:234–238:42–44  。L. v. ampelensis仅出现在乌克兰的喀尔巴阡山脉和罗马尼亚北部的多瑙河三角洲，而L. v. meridionalis则出现在意大利北半部、瑞士南部、斯洛文尼亚和克罗地亚。:234–235
在喀尔巴阡山脉，它通常比喀尔巴阡蝾螈分布海拔更低。在巴尔干地区，它与当地其他蝾螈的地域区分尚不清楚。在意大利中部，其亚种L. v. meridionalis的范围与意大利蝾螈重叠，不过后者更喜欢温暖和干燥的气候。
本種原生國家包括阿爾巴尼亞、亞美尼亞、奧地利、亞塞拜然、白俄羅斯、比利時、波士尼亞和赫塞哥維納、保加利亞、克羅埃西亞、捷克、丹麥、愛沙尼亞、芬蘭、法國、喬治亞、德國、希臘、匈牙利、愛爾蘭、義大利、哈薩克、拉脫維亞、盧森堡、摩爾多瓦、蒙特內哥羅、荷蘭、北馬其頓、挪威、波蘭、羅馬尼亞、俄羅斯聯邦、塞爾維亞、斯洛伐克、斯洛維尼亞、瑞典、瑞士、土耳其、烏克蘭、英國。

### 引入地区
指名亚种L. v. vulgaris已被引入澳大利亚，后者没有本地蝾螈物种。它本来可以在澳大利亚的宠物市场买到，但1997年被政府列为了“管控有害动物”（controlled pest animal）。2011年，在墨尔本附近第一次发现野生的欧洲蝾螈，后来又发现了幼体，说明其野外繁殖很成功。它对本地动物群存在负面影响，会捕食本地蛙类，也会和本地蛙类以及淡水无脊椎动物争夺食物。欧洲蝾螈可能会在气候更加适宜的澳大利亚东南部进一步扩大分布范围。
在欧洲，亚种L. v. meridionalis被引入日内瓦附近的阿尔卑斯山以北地区，在那里它与本地L. v. vulgaris杂交。

## 习性

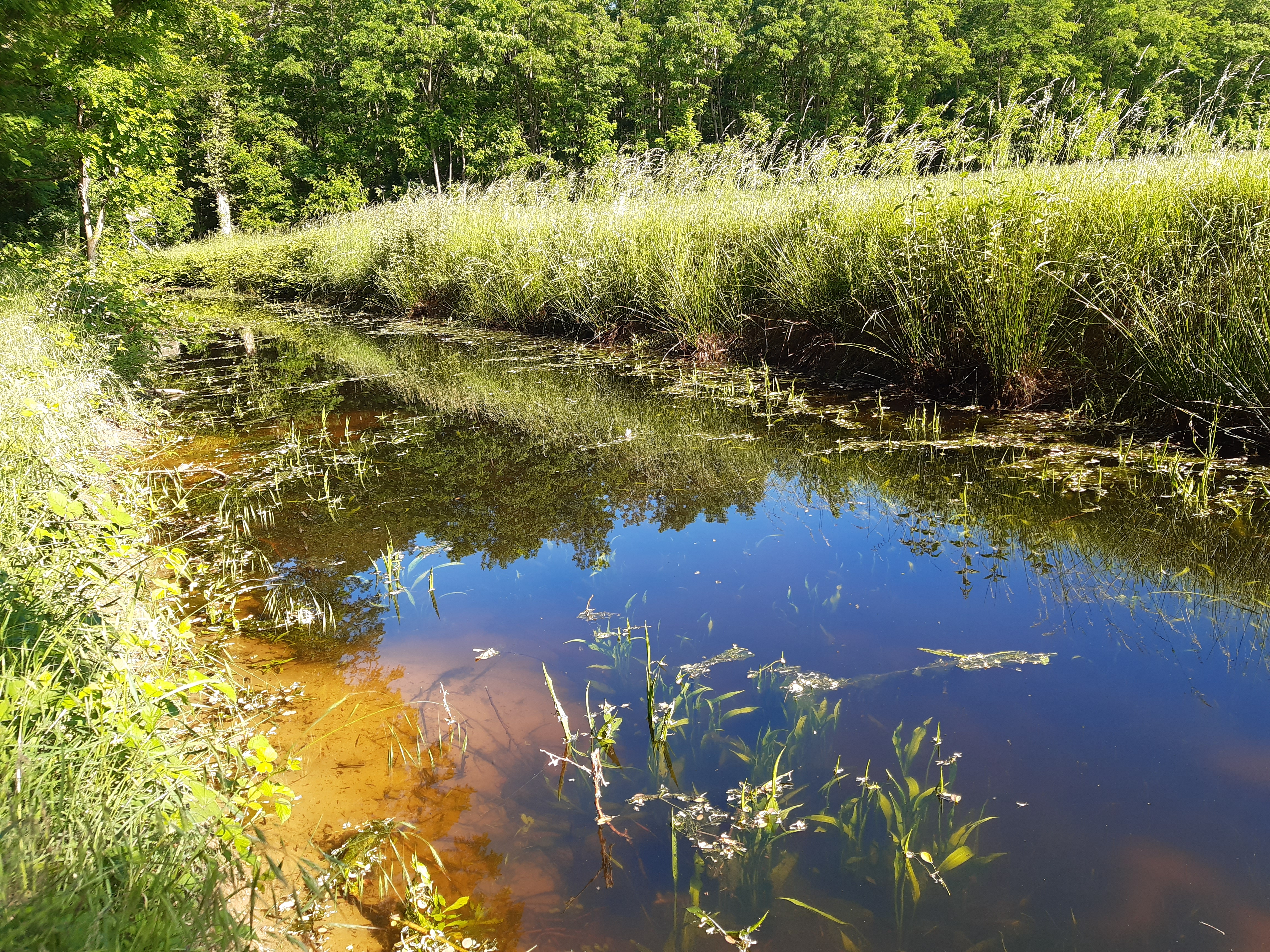
水浅、日照充足、植被丰富但没有鱼的死水潭是其理想的繁殖地

它基本只生活在低海拔地区，很少能在1,000米（3,300英尺）以上地区发现:78–80。除此之外，它的适应性一直很强，能够在各种陆地和水生环境中繁衍生息。在陆地上，它在森林（除去茂密的针叶林）和开阔的草地、公园都能存活，甚至城市中也能见到。它们一般藏身于原木或石头下，也见于小型哺乳动物洞穴中。:120–134:238
其繁殖地需要满足以下条件：淡水、浅水、死水、无鱼，一年中至少三个月不能干涸，并且要有丰富的水生植物。这一般是小水坑或池塘。水质不太重要；它可忍耐4到9.6的PH值。在德国，甚至在半咸水中也发现了它的踪迹:121–129。它们经常与其他两栖动物共享繁殖地，包括其他蝾螈。:151–152
它通过嗅觉和视觉识别熟悉的地点，但当离家很远时就无法找回家了。

## 生命周期
它一年中大部分时间都生活在陆地上，主要在夜间活动。它们通常几只一起在原木下或洞穴中冬眠。两到三岁时，它会达到成年，野外个体寿命在6至14岁之间:238。

### 繁殖

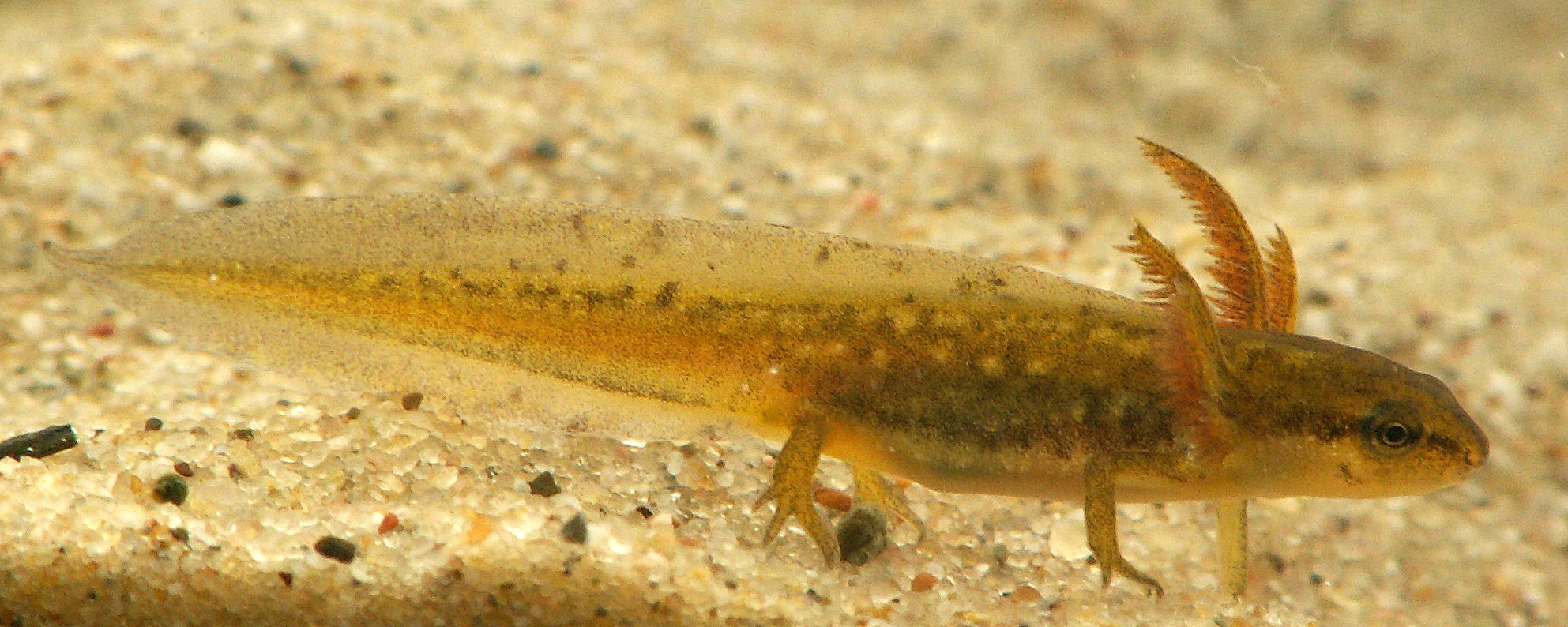
变态前的幼体

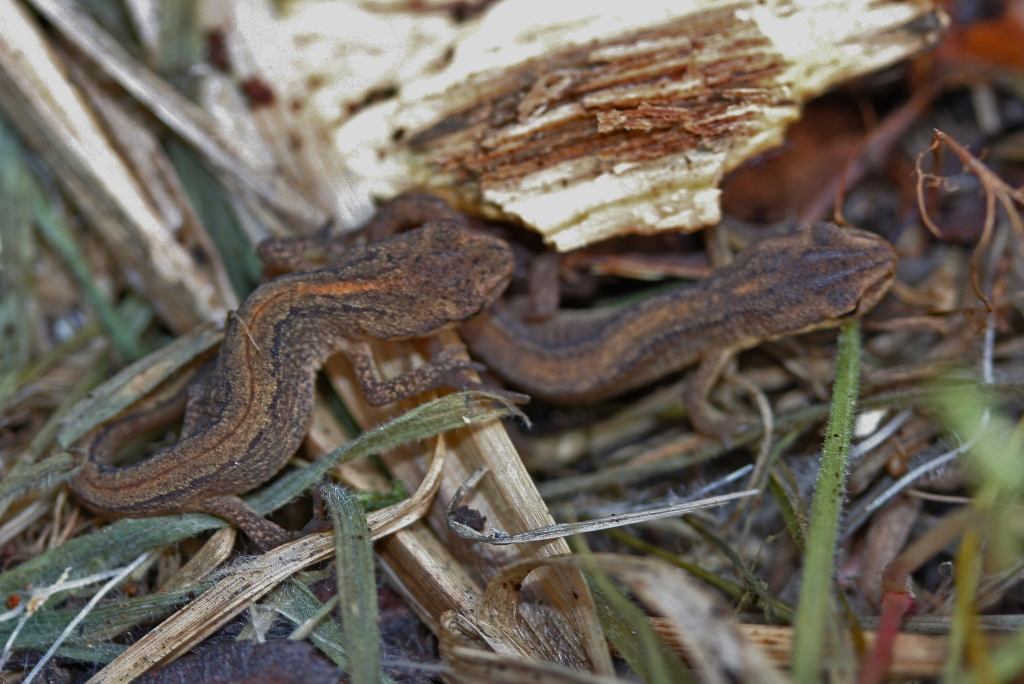
刚登陆的幼体

它们最早会在二月抵达繁殖地，但在北部和海拔较高的地方可能必须要等到夏季。它们进入水中后，繁殖特征（尤其是雄性的背鳍）需要几周的时间才能长出来。:238
其交配涉及复杂的求爱展示：雄性通过在雌性面前游动并闻其泄殖腔来吸引雌性。然后他用尾巴抽打自己，将信息素扇向雌性。当一切结束后，他会自行游开。如果雌性对他有兴趣，会跟着他一起游走，然后用她的鼻子接触雄性的泄殖腔（存有精子），并用自己的泄殖腔吸纳精子，卵子在体内受精。雄性经常会试图引导雌性远离展示竞争对手。:238–240
雌性的伴侣并不固定，且倾向于优先与无血缘的雄性交配，这可能是为了避免近交衰退。
雌性可以产下100至500枚卵，藏在水生植物中。卵直径1.3—1.7 mm（0.051—0.067英寸），颜色为浅棕色至绿色或灰色，卵外有一层果冻状的保护膜。幼体通常在10至20天后孵化，具体取决于温度，大约三个月后登上陆地。:238–240
它存在幼态延续 ，一些成年体还会留在水中，并保留鳃等组织。这种现象经常发生，但范围不大。它似乎不是由基因决定的，而是和低水温、低群体密度、丰富的水中食物有关。存在幼态延续的野生个体人工饲养后会再度变态为陆生形态。:192–193

### 捕食

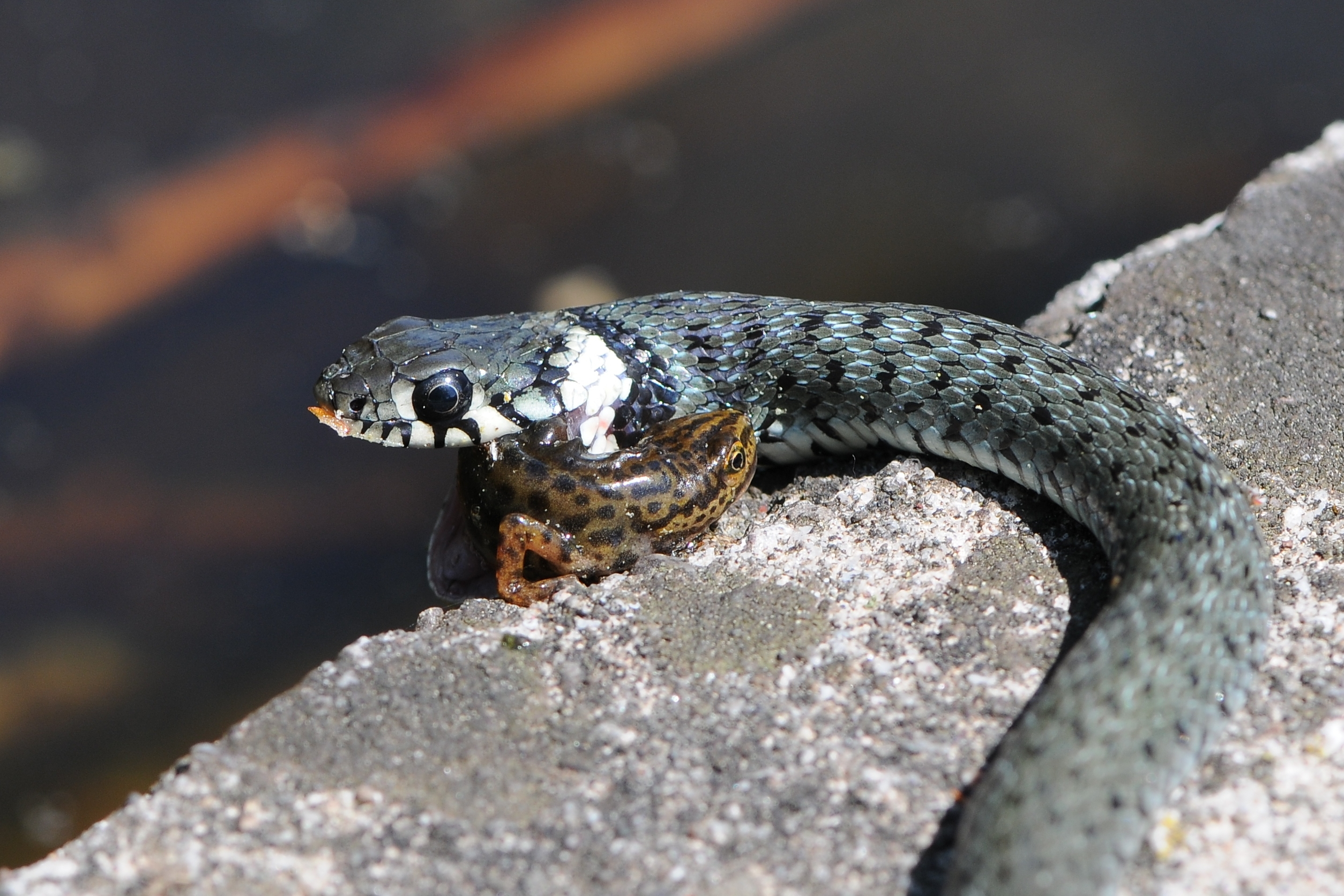
草蛇是其天敌

它是食肉动物，主要以蚯蚓、蜗牛或昆虫等各种无脊椎动物或较小的浮游生物为食。同类相食也会发生，不过一般是吃卵。其天敌包括各种水鸟、蛇和青蛙，但也包括一些较大的蝾螈，如大冠蠑螈。:238
它可能感染的病原体和寄生虫包括：蛙病毒、微小核糖核酸病毒、各种原生动物:164、吸虫:164（Parastrigea robusta就导致了德国种群数量下降） 和至少31种蠕虫。

## 保护
光滑的蝾螈在其大部分范围内都很常见:237。IUCN于2008年将其评估为“无危物种”，并没有发现数量下降。不过这还包括现在已经独立的几个亚种。此外，一些国家的色名录还是收录了欧洲蝾螈，这包括瑞士、捷克共和国和荷兰:196。与所有两栖动物一样，它是伯尔尼公约（附录 III）受保护物种。爱尔兰根据《1976年野生动物法案》 （Wildlife Act 1976），禁止打扰、捕获、杀戮和贸易欧洲蝾螈。根据《1981年野生动物和乡村法案》（Wildlife and Countryside Act 1981） ，英国禁止其相关贸易。